# گلاوکیاس اهل تاولانتی

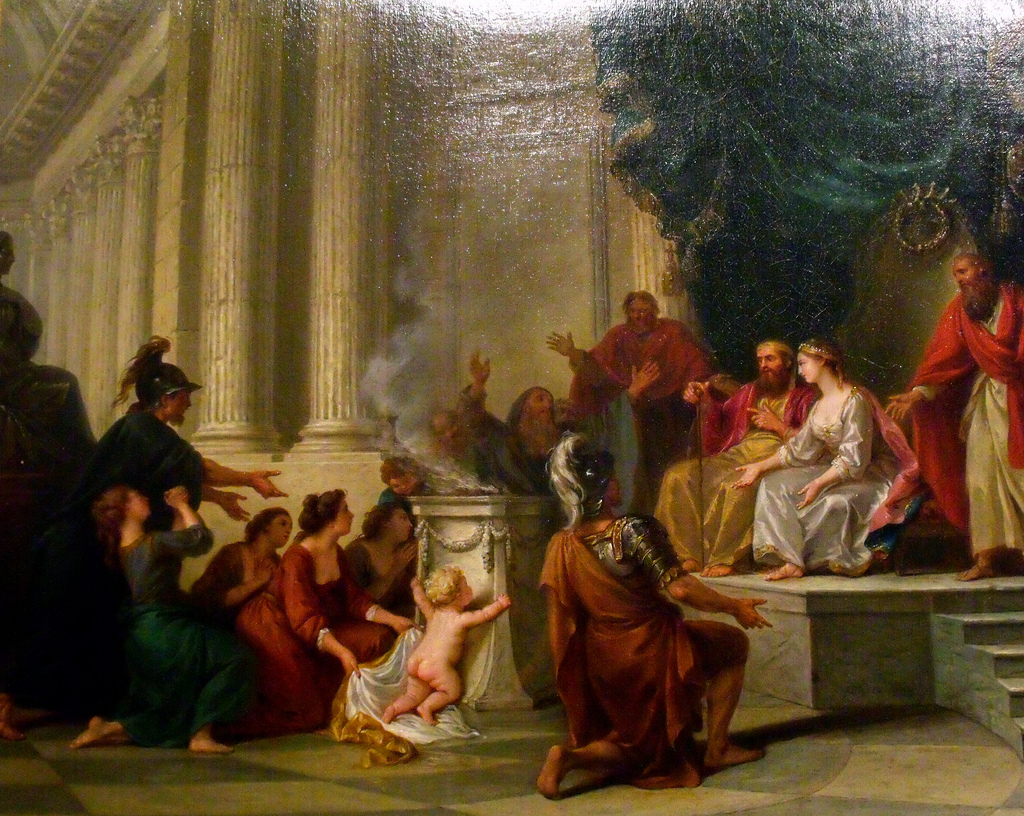
تصویری از شاه ایلیریایی

گلاوکیاس (به یونانی: Γλαυκίας؛ فرمانروایی: ۳۳۵ تا ۳۰۲ پیش از میلاد) شاه ایلیریایی سرزمین تاولانتی بود که بر امور ایلیریایی‌ها در نیمهٔ دوم سدهٔ چهارم پیش از میلاد سلطه داشت. اولین اشاره به گلاوکیاس درتاریخ به زمانی برمی‌گردد که نیرویی عظیم را به یاری کلیتوس داردانیایی برای جنگ علیه اسکندر کبیر فرستاد. کلیتوس خود شاهزاده‌ای ایلیریایی بود که در سال ۳۳۵ پیش از میلاد علم مخالفت با اسکندر را در نبردی موسوم به پلیوم برکشید. اما کلیتوس و گلاوکیاس هر دو مغلوب شدند و کلیتوس ناچار شد در قلمرو تاولانتیایی‌ها پناه بگیرد. اسکندر که خبر بروز شورش در تب را شنیده بود، توجهش به آن سامان معطوف شد و از تعقیب کلیتوس صرف‌نظر کرد.
دومین اشاره به گلاوکیاس در تاریخ به ۲۰ بعد موکول می‌شود هنگامی که به نوزادی به نام پوروس پناه می‌دهد. پدر پوروس، آیاکیدس، از اپیروس بیرون رانده شده بود و همسر گلاوکیاس، برویا، به قبایل مولوسیایی آیاکیدای تعلق داشت. به همین علت بود که گلاوکیاس دست رد بر سینهٔ کاساندر گذاشت و از تسلیم کردن نوزاد به او خودداری کرد. کاساندر در پی آن بود که مالکیت اپیروس را از آن خود کند و حتی پیشنهادی ۲۰۰ تالانی برای تسلیم کردن آن نوزاد به گلاوکیاس داده بود؛ پیشنهادی که مقبول واقع نشد.
دیری نپایید که شاه مقدونیه به قلمرو گلاوکیاس یورش برد و او را شکست داد. اگرچه گلاوکیاس متعهد شده بود که از خصومت علیه متحدان کاساندر دست بر دارد، اما همچنان به مراقبت از پوروس در دربار خود ادامه داد و حتی پس از مرگ آلکتاس دوم اپیروس در سال ۳۰۷ پیش از میلاد فرصت را غنیمت شمرد و با سپاهش به اپیروس حمله کرد و پوروس، شاهزادهٔ جوان که در آن زمان ۱۲ سال داشت، را بر تخت سلطنت نشاند. قلمرو گلاوکیاس با قلمروهای آپولونیا و اپیدامنوس همپوشانی داشت و این موضوع عامل ستیزه‌ها و خصومت‌های بی‌پایان گلاوکیاس با آنان بود. در سال ۳۱۲ پیش از میلاد او بر سرزمین اپیدامنوس تسلط یافت. تاریخ درگذشت گلاوکیاس دقیقاً مشخص نیست اما گمان می‌رود که در سال ۳۰۲ پیش از میلاد، هنگامی که پوروس برای حضور در جشن عروسی یکی از پسران گلاوکیاس به دربار او رفته بود، هنوز بر مسند قدرت نشسته باشد.